# Quanterness

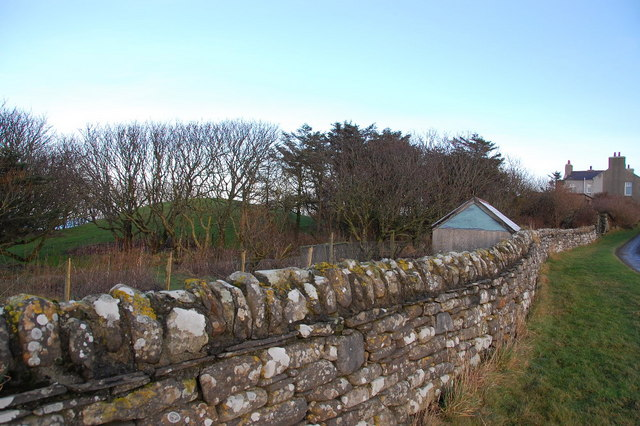
Der Cairn von Quanterness im Hintergrund links

Das 1804 entdeckte Passage Tomb von Quanterness liegt auf der Orkneyinsel Mainland in Schottland. In der Nähe liegen der Ramberry Cairn und der Wideford Hill Cairn. Quanterness ist der Name der benachbarten Farm. Quanterness ist als Scheduled Monument denkmalgeschützt und nicht zu besichtigen.

## Grabung
Quanterness wurde von Colin Renfrew von 1972 bis 1974 teilweise ausgegraben. Renfrew entschied, dass ein größerer Teil des Inhalts intakt gelassen und zukünftigen Archäologen für Studien zur Verfügung stehen soll. Er grub eine der sechs Seitennischen und etwa 80 % der Hauptkammer aus.

### Bauwerk
Der etwa drei Meter hohe Hügel an der Nordflanke des Wideford Hill liegt etwa auf der Höhe des Wideford Hill Cairn und hat einen Durchmesser von 30,0 m, der früher deutlich größer war. In der Mitte liegt die für Megalithanlagen des Maeshowe-Typs typische, rechteckige 6,1 m Länge und 1,6 m Breite Kammer. Sie ist über einen schmalen Gang von Osten her erreichbar. Quanterness besitzt sechs symmetrisch angeordnete Seitennischen, zwei an jeder Langseite und je eine an den Schmalseiten, die ein Kraggewölbe haben das bis etwa 2,5 m Höhe reicht.

### Funde
Auf dem Kammerboden lag eine dicke Schicht aus Fischgräten, menschlichen und tierischen Knochen, Steinen und Erde. Unter den Deponierungen liegt eine Brandschicht. Drei Gruben waren in den Boden eingetieft. Die Knochenschicht der Hauptkammer dehnte sich in die Seitennischen und den Gang aus. Eine der letzten Deponierungen erfolgte in einer flachen Grube, die in die Knochenschicht gegenüber dem Eingang eingetieft wurde. Artefakte waren überall in der Knochenschicht verstreut und schlossen Feuersteinklingen, eine Hammeraxt, Keulenköpfe, Knochennadeln und Scherben von mindestens 34 Gefäßen der Grooved Ware ein.
Die Ausgrabung erbrachte die Reste von 157 Menschen. Wenn die unausgegrabenen Bereiche eine ähnliche Ansammlung enthalten, wird es wahrscheinlich, dass die Reste von etwa 400 Personen stammen. Die Anzahl der Bestatteten gestattete eine breitere Untersuchung des Sterbealters, dabei zeigten sich wie im Isbister Cairn eine gegenüber vergleichbaren Plätzen in Europa extreme Verschiebung in Richtung der infantiler Totenanzahl.
Altersstruktur:
- 0 bis 2 Jahre (6 %)
- 3 bis 12 Jahre (16 %)
- 13 bis 19 Jahre (23 %)
- 20 bis 29 Jahre (47 %)
- 30 bis 39 Jahre (5 %)
- 40 bis 50 Jahre (2 %)
- über 50 Jahre (1 %)

## Rundhaus
Das früheisenzeitliche Rundhaus (englisch Roundhouse), das in den Randbereich des Cairns der neolithischen Anlage hineingebaut ist, wurde unerwartet entdeckt. Es war das erste auf Orkney und seine Entdeckung warf neues Licht auf die Brochzeit der Inseln. Das frühe Gründungsdatum des Hauses, wahrscheinlich im 6. oder 7. Jahrhundert v. Chr., wird sowohl von C14-Daten als auch von der assoziierten Keramik gestützt. Das innen etwa 7,0 m messende Rundhaus wurde durch Entfernen eines Teils des Hügelmaterials auf der (nach 2000 Jahren noch erkennbaren) Zugangsseite, zum einen Teil auf der alten Bodenfläche und zum anderen auf dem Cairnmaterial errichtet. Die Mauer war ursprünglich etwa 80 cm dick und verbreiterte an der Zugangsseite im Südosten auf 1,0 m. Die nordwestliche Wand überlagerte den Zugang des neolithischen Passage Tombs, aber es ist unklar, ob dieser während der Eisenzeit offen war. Auf der Nordwestseite wurden die Reste einer Feuerstelle gefunden. Es gab im Verlaufe der Nutzung des Hauses verschiedene Änderungen, wie den Einbau von Trennwänden und die Verstärkung der Wand.

### Funde
Die meisten Keramikscherben und die anderen Funde wurden im Zugangsbereich gemacht. Die Keramik enthielt ein Stück mit einer stark abgewinkelten Schulter, analog zum früheisenzeitlichen Material von Jarlshof und Clickhimin auf den Shetlandinseln. Es gab auch einige Pflastersteine aus Sandstein und eine Halterung aus Elfenbein. Außerdem wurde eine Reihe von Tierknochen gefunden.